# Jigsaw (película de 2017)
Jigsaw (conocida como Jigsaw: El juego continúa en Hispanoamérica o Saw VIII en España) es una película de terror  estadounidense dirigida por Michael y Peter Spierig, escrita por Josh Stolberg y Pete Goldfinger y protagonizada por Tobin Bell, Mandela Van Peebles, Laura Vandervoort, Brittany Allen, Callum Keith Rennie, Mate Passmore, Hannah Emily Anderson, Josiah Black, Shaquan Lewis, Michael Boisvert, Paul Braunstein y Clé Bennett. Es la octava película de la franquicia, tomando lugar una década después de la muerte del asesino Jigsaw, durante la investigación de una sucesión nueva de asesinatos que corresponde a su modus operandi.

## Argumento
Los detectives Brad Halloran y Keith Hunt persiguen a Edgar Munsen, quien afirma que debe iniciar un "juego" a cambio de su propia supervivencia. Activa un disparador a distancia, tras lo cual recibe un disparo y se desploma.
Cinco personas -Mitch, Anna, Ryan, Carly y un hombre inconsciente- despiertan en el interior de un granero con cubos en la cabeza y cadenas alrededor del cuello. Una grabación de John Kramer les explica que deben sacrificar sangre para sobrevivir antes de que las cadenas los arrastren hacia un muro de sierras. La mayoría del grupo sobrevive cortándose, excepto el hombre inconsciente, que despierta demasiado tarde. La siguiente prueba revela que Carly, una ladrona de bolsos, causó accidentalmente la muerte de una mujer asmática. Para salvar a los demás de la horca, debe inyectarse una de las tres agujas: una es un antídoto para un veneno que tiene en el organismo, otra es suero fisiológico y la última es ácido. Ella se niega, así que Ryan le inyecta las tres, matándola y salvando a los demás. En su tercera prueba, Ryan intenta escapar del granero, pero su pierna cae a través de las tablas sueltas del suelo y queda atrapado por los cables. Otra grabadora le revela que será castigado por romper las reglas y debe tirar de una palanca para ser "liberado". Anna y Mitch quedan atrapados dentro de un silo, lo que obliga a Ryan a tirar de la palanca y cortarse la pierna para rescatarlos.
Halloran y Hunt investigan el hallazgo de unos cadáveres que parecen ser los del hombre inconsciente y Carly, cuyas muertes encajan con el modus operandi de Kramer. Halloran empieza a sospechar de los patólogos Logan Nelson y Eleanor Bonneville. Eleanor revela a Logan que es una fanática de Jigsaw, pero ahora teme que esto pueda incriminarla. Hunt espía e informa a Halloran. Más tarde, Munsen es secuestrado en el hospital.
En el granero, se revela que Mitch vendió una motocicleta defectuosa al sobrino de John, causándole la muerte, y es puesto a prueba al ser bajado a un embudo con una cuchilla en forma de espiral impulsada por el motor de una motocicleta en su interior. Intenta detener la cuchilla, pero finalmente muere.
El cadáver de Munsen es encontrado dentro de la tumba de Kramer. Halloran encuentra un cadáver que parece ser Mitch en el estudio de Eleanor y pide su detención y la de Logan. Logan convence a Hunt para que les deje ir tras decirle que la bala que alcanzó a Edgar fue disparada por Halloran, de quien él y Eleanor sospechan que es el nuevo asesino Jigsaw. Eleanor deduce la ubicación del juego y ella y Logan parten hacia el granero, con Halloran en su persecución.
En el granero, Anna y Ryan están encadenados a tubos en extremos opuestos de una habitación. Kramer se enfrenta a ellos y les revela que Anna asfixió a su bebé e inculpó a su marido, que más tarde se suicidó, y que las payasadas de Ryan, borracho, causaron la muerte de sus amigos en un accidente de coche. Mientras tanto, Hunt encuentra trozos de carne en forma de rompecabezas en el congelador de Halloran.
Para su prueba final, Kramer les deja una escopeta cargada con un cartucho, diciendo que es su llave a la libertad. Logan y Eleanor son emboscados por Halloran en el granero. Anna intenta disparar a Ryan, pero el arma se dispara y la mata. Ryan encuentra entre los escombros las llaves ya destruidas, que habían sido escondidas dentro del proyectil. Eleanor escapa de Halloran, mientras éste es drogado por un asaltante invisible.
Logan y Halloran despiertan con collares equipados con cortadores láser y se les pide que confiesen sus pecados. Halloran obliga a Logan a confesarse primero; Logan confiesa que años antes etiquetó mal las radiografías de John, lo que provocó que no se diagnosticara su cáncer. A pesar de confesar, Logan es aparentemente asesinado. Halloran admite entonces que permite que los criminales salgan libres en beneficio propio, al mismo tiempo que admite que él había sido el verdadero culpable del asesinato de la esposa de Logan. Al confesar, su collar se desactiva. Se revela enseguida que Logan sigue vivo y también que era el hombre inconsciente del primer juego del granero, que tuvo lugar diez años antes (el mismo juego que fue visto a lo largo de la película). En aquel juego del pasado, se revela que, al darse cuenta de que Logan no debía morir por un error honesto, John lo salva y lo recluta como su aprendiz, dándole una oportunidad para poder vengar la muerte de su esposa. Finalmente, Logan revela que recreó los juegos del granero utilizando como víctimas a otros criminales que Halloran dejó escapar, para así poder inculpar a Halloran como el nuevo Jigsaw como venganza por haber liberado a Edgar, quien mató a la mujer de Logan años atrás. Alegando que Halloran rompió las reglas al obligarle a ir primero, Logan reactiva el collar, rebanando la cabeza de Halloran.

## Reparto
- Tobin Bell: John Kramer / Jigsaw.
- Laura Vandervoort: Anna Daniels.
- Paul Braunstein: Ryan Craythorne.
- Mandela Van Peebles: Mitchell "Mitch" Robinson.
- Brittany Allen: Carly Smith.
- Matt Passmore: Logan Nelson.
- Callum Keith Rennie: Detective Halloran.
- Hannah Emily Anderson: Eleanor Bonneville.
- Michael Boisvert: Lee James.
- Clé Bennett: Detective Keith Hunt.
- Shaquan Lewis: Solomon.
- Josiah Black: Edgar Munsen.
- Misha Rashaia.

## Producción

### Desarrollo
Saw 3D fue planeada en un principio como la película final de la franquicia de Saw, pensada para ser dividida en dos partes. Sin embargo, Lionsgate Films permitió a los cineastas hacer una sola película más en lugar de las dos previstas después de que Saw VI no tuviera el éxito esperado en taquilla. Según los escritores de Saw 3D, Marcus Dunstan y Patrick Melton, debido al cambio, "la gran revelación del Dr. Gordon era un poco infrautilizada... Quizá generando más dudas que respuestas. Había una gran cantidad de ideas que nunca llegamos a intentar usar ni un poco. Pero no quiero decir cuáles eran, porque nunca sabes qué podría pasar en el futuro."
En febrero de 2016, se hizo público que Josh Stolberg y Pete Goldfinger escribirían el guion. Posteriormente, en julio de 2016, se informó de que Michael y Peter Spierig dirigirían la película. Mark Burg y Oren Koules, quienes produjeron las entregas anteriores de la franquicia, también repetían sus funciones como productores. Por otro lado, el compositor de la banda sonora de la película, Charlie Clouser, describió la película como una "reinvención" de la franquicia, añadiendo que "los hermanos Spierig pueden ofrecer una nueva visión del material que establecerá una nueva línea argumental y nuevos personajes que pueden llevar la saga al futuro".

### Filmación
En octubre de 2016, la filmación de la película fue anunciada bajo el título de Saw: Legacy. La filmación comenzó en noviembre de 2016, finalizando en enero de 2017. El 2 de marzo del mismo año, Bloody Disgusting desveló los primeros detalles de la trama y la lista completa del reparto, confirmando que Tobin Bell regresaría en el papel de Jigsaw. En junio de 2017, la Asociación Cinematográfica de Estados Unidos clasificó la película bajo el título oficial de Jigsaw, con la clasificación R (restringido a menores de 17 años si no es con la compañía de un adulto), por escenas de "violencia sangrienta, tortura y por lenguaje inadecuado". En cuanto al nuevo título, el escritor Josh Stolberg aclaró que "cuando un escritor está escribiendo una película, ponen algo en la portada para separarlo de otras películas. Así que cuando estábamos escribiendo esta película, el título decía Saw: Legacy, pero nunca fue oficial o decidido".

## Música
Charlie Clouser, quien compuso la banda sonora para todas las películas anteriores de la saga, volvió para componer la banda sonora de Jigsaw. Clouser aprovechó esta nueva entrega para reinventar la banda sonora que había estado usando en las entregas anteriores. Según sus palabras, quiso "probar algo más oscuro, acercándose a la visión que los hermanos Spierig han dado a esta nueva película".